# Negretti & Zambra

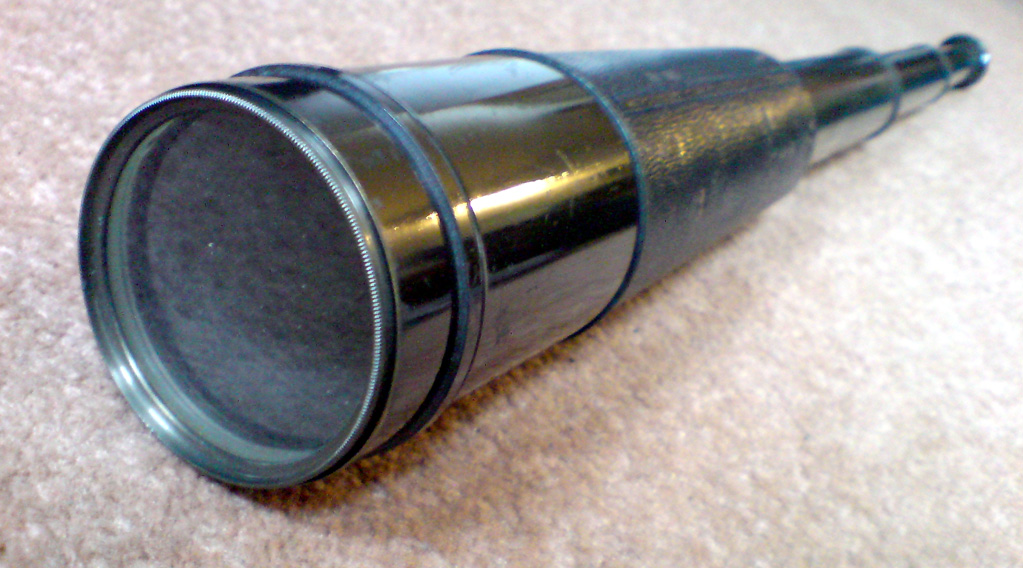
Télescope Negretti & Zambra appartenant à l'armée britannique, date inconnue.

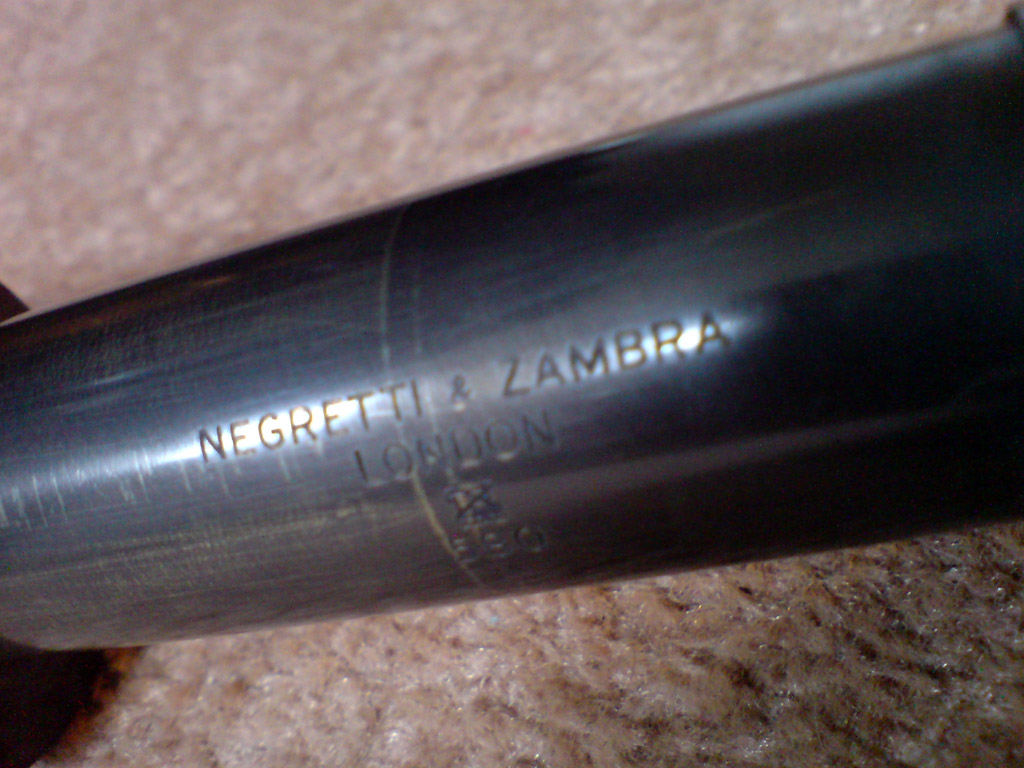
Détail d'un télescope Negretti & Zambra appartenant à l'armée britannique, date inconnue.

La firme Negretti & Zambra est une ancienne entreprise de photographie basée à Londres et active de 1850 à 1999. C'était un studio de photographie qui fabriquait des instruments d'optique et scientifiques.

## Histoire
Ses deux fondateurs, Henry Negretti (1818–1879) et Joseph Zambra (1822–1897), s'associèrent en 1850, fondant ainsi la firme qui deviendra le fournisseur officiel d'instruments d'optique et scientifiques de la reine Victoria, du prince Albert, d'Édouard VII du Royaume-Uni, de l'observatoire royal de Greenwich et de l'Amirauté britannique. En 1874, pendant le voyage du H.M.S. Challenger, Negretti & Zambra réalisèrent pour cette expédition un instrument original apte à effectuer des mesures localisées de température dans les océans,.
Lorsque le Crystal Palace fut érigé à Sydenham en 1854, Negretti & Zambra devinrent les photographes officiels de la Crystal Palace Company, qui les autorisa à photographier l'intérieur et les fondations du nouveau bâtiment. La firme produisit ainsi beaucoup de stéréogrammes exceptionnels. En 1856, Negretti & Zambra financèrent une expédition photographique en Égypte, en Nubie et en Éthiopie menée par Francis Frith. Plus de 500 stéréogrammes de Frith furent produits par la firme de 1857 à 1860. 
Negretti et Zambra (ensemble) photographièrent la maison de Shakespeare à Stratford-on-Avon. La photographie sépia fut alors collée sur carte format 4" × 2.5". Elle fut ensuite présentée aux visiteurs du Crystal Palace pour leur permettre de comparer avec la reproduction du bâtiment construite par Mr E T Parr au centre du palais. La carte en elle-même était titrée "Crystal Palace 23 avril 1864" (Crystal Palace April 23rd 1864).
Entre 1855 et 1857, Negretti & Zambra commissionnèrent le photographe suisse Pierre Rossier pour se rendre en Chine et immortaliser la seconde guerre de l'opium. Bien que Rossier ne parvint jamais à rattraper les forces anglo-françaises, il resta en Asie et produisit des photographies en Chine, au Japon, aux Philippines et au Siam  (actuelle Thaïlande), que Negretti & Zambra publièrent et qui représentaient les premières photographies commerciales de ces pays. En 1863, Henri Negretti prit les premières photographies aériennes de Londres à partir d'un ballon piloté par Henry Coxwell.
En 1865, ils publièrent aussi le livre A Treatise on Meteorological Instruments, qui fut réimprimé en 1995.
En 1985, Negretti et Zambra ont été achetés par la société avionique Meggitt.

## Galerie
Photos additionnelles du télescope militaire de Negretti Zambra :

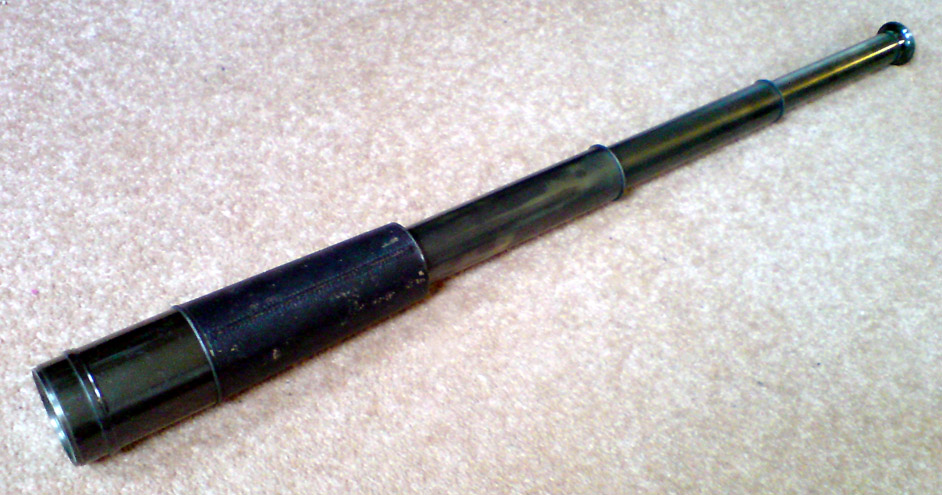
Télescope de Negretti Zambra.
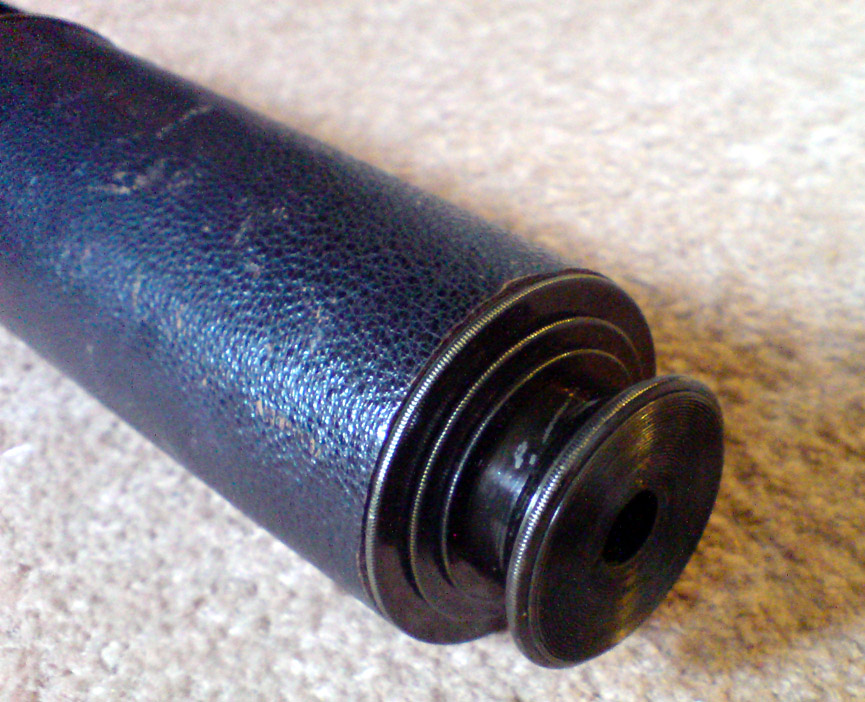
Télescope de Negretti Zambra. Lentille oculaire.
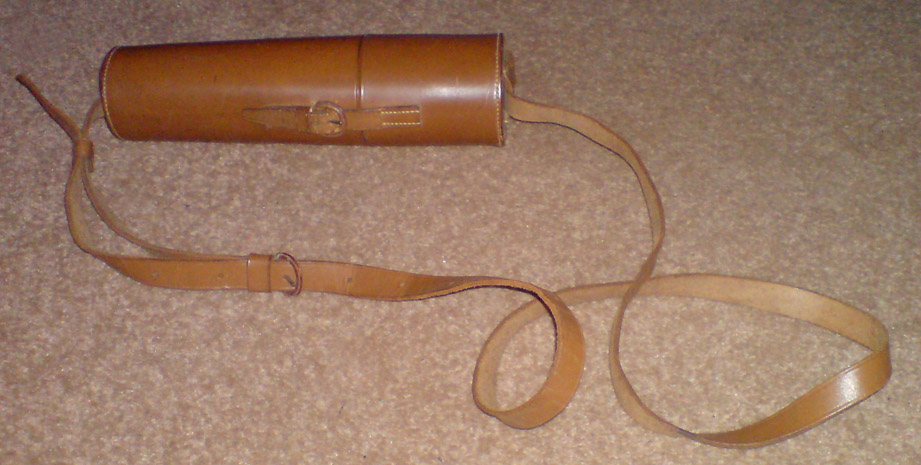
Étui en cuir du télescope de Negretti Zambra.